# The Scream (musikalbum)
The Scream är det engelska rockbandet Siouxsie and the Banshees debutalbum, utgivet i november 1978 genom Polydor Records. Det producerades tillsammans med Steve Lillywhite. Innan skivsläppet hade bandet dock redan gjort sig kända genom sina liveframträdanden samt haft en brittisk topp 10-singel med "Hong Kong Garden" (som inte fanns med på albumet).

## Låtlista
1. "Pure" (McKay, Morris, Severin, Sioux) - 1:46
2. "Jigsaw Feeling" (McKay, Severin) - 4:36
3. "Overground" (McKay, Severin) - 3:48
4. "Carcass" (Fenton, Severin, Sioux) - 3:48
5. "Helter Skelter" (Lennon, McCartney) - 3:42
6. "Mirage" (McKay, Severin) - 2:48
7. "Metal Postcard (Mittageisen)" (McKay, Sioux) - 4:10
8. "Nicotine Stain" (Severin, Sioux) - 2:56
9. "Suburban Relapse" (McKay, Sioux) - 4:06
10. "Switch" (McKay, Sioux) - 6:46

## Medverkande
- Siouxsie Sioux – sång
- John McKay – gitarr, saxofon
- Steven Severin – bas
- Kenny Morris – trummor, slagverk

Övriga
- Steve Lillywhite – producent, ljudmix
- Siouxsie and the Banshees – producent